# Lolland
Lolland (korábbi nevén Laaland) Dánia negyedik legnagyobb szigete a Balti-tenger nyugati szélén.

## Földrajz
Langelandtól délre, Falstertől nyugatra, Sjællandtól délre, a Balti-tenger nyugati felén. Területe 1243 km², lakosainak száma közel 70000. A sziget legnagyobb városa a nyugati part közelében fekvő Nakskov, 10 000 lakossal. A sziget további fontosabb városai Maribo, Sakskøbing (mely a 15. században két évig Dánia fővárosa volt), valamint Rødby. 
A sziget legmagasabban fekvő pontja 25 méterrel emelkedik a tengerszint fölé. A Horslunde közelében fekvő dombon található kommunikációs torony a második világháború idején a németek kiemelt szerepű adótornya volt.

## Közlekedés
A szigetnek Falsterrel és Sjællanddal közúti kapcsolata van, Langelanddal és Fehmarnnal komp köti össze. Utóbbi útvonal a Nagy-Bælten létesített híd megépülte előtt az észak-déli kapcsolatok egyik legfontosabb útvonala, az úgynevezett Vogefluglinie. Szerepe a közúti kapcsolatok kialakulásával csökkent. A Vogelfluglinie vonalán, Fehmarn és Lolland közötti fix közúti és vasúti összeköttetés, a Fehmarnbelt-kapcsolat megépítése újra és újra felmerül, építésének kezdete azonban csak 2020 utánra várható. 